# Nejc Plesec
Nejc Plesec, slovenski nogometaš, * 13. marec 1994, Mežica..
Plesec je profesionalni nogometaš, ki igra na položaju vezista. Od leta 2019 je član slovenskega kluba Korotan Prevalje. Pred tem je igral za slovenske klube Celje, Dravograd, Dravinja in Rudar Velenje ter avstrijska Deutschlandsberger in SVG Bleiburg. Skupno je v prvi slovenski ligi odigral 47 tekem. Leta 2012 je odigral eno tekmo za slovensko reprezentanco do 19 let.